# تخت پادشاه کالیفرنیا
«تخت پادشاه کالیفرنیا»(به انگلیسی: California King Bed) یک ترانه اجرا شده توسط خواننده باربادوسی ریانا است؛ که در پنجمین آلبوم استودیوی وی به نام بلند قرار دارد. اولین بار این ترانه در ۱۳ مه ۲۰۱۱ توسط دف جم رکوردینگز منتشر شد.

## موقعیت در چارت
جدول وارد شدهٔ غیرمجاز: هلندی۴۰|۹
جدول وارد شدهٔ غیرمجاز: هلندی۱۰۰|۱۹
| چارت (۲۰۱۱)                                              | بهترین موقعیت |
| -------------------------------------------------------- | ------------- |
| استرالیا (ای‌آرآی‌ای)                                      | ۴             |
| اتریش (او۳ تاپ ۴۰ اتریش)                                 | ۴             |
| بلژیک (اولتراتاپ ۵۰ والونی)                              | ۲۶            |
| بلژیک (اولتراتاپ ۵۰ فلاندرز)                             | ۹             |
| برزیل (بیلبورد برزیل)                                    | ۲             |
| کانادا (هات ۱۰۰ کانادا)                                  | ۲۰            |
| جمهوری چک (رادیو – تاپ ۱۰۰)                              | ۳             |
| دانمارک (ترک‌لیسن)                                        | ۳۰            |
| فرانسه (اس‌ان‌ئی‌پی)                                        | ۳۰            |
| وارد کردن فیلد شناسه ترانه برای جدول‌های آلمان الزامی است | ۸             |
| مجارستان (رادیوس تاپ ۴۰)                                 | ۱۷            |
| ایرلند (ایرما)                                           | ۱۱            |
| ایتالیا (فیمی)                                           | ۱۰            |
| نیوزیلند (ریکوردد میوزیک ان‌زد)                           | ۴             |
| لهستان (ZPAV)                                            | ۱             |
| اسکاتلند (اوسی‌سی)                                        | ۸             |
| اسلواکی (رادیو – ۱۰۰ آهنگ برتر)                          | ۱             |
| سوئد (فهرست برترین‌های سوئد)                              | ۳۱            |
| سوئیس (شوایزر هیت‌پاراد)                                  | ۱۰            |
| آراندبی/هیپ هاپ بریتانیا (اوسی‌سی)                        | ۳             |
| تک‌آهنگ‌های بریتانیا (اوسی‌سی)                              | ۸             |
| ۱۰۰ اثر برتر بیلبورد آمریکا                              | ۳۷            |
| ترانه‌های پاپ آمریکا (بیلبورد)                            | ۱۸            |
| ترانه‌های کلاب دنس آمریکا (بیلبورد)                       | ۱             |